# Cantal
Cantal (oznaka 15) je francoski departma v osrednji Franciji, v regiji Auvergne-Rona-Alpe.

## Zgodovina
Departma je bil ustanovljen v času francoske revolucije 4. marca 1790 iz dela nekdanje province Auvergne.

## Geografija
Cantal leži v jugozahodnem delu regije Auvergne. Na severovzhodu meji na departma Puy-de-Dôme, na vzhodu na Zgornjo Loaro, na jugovzhodu na departma regije Languedoc-Roussillon Lozère, na jugovzhodu na departmaja Aveyron in Lot (regija Jug-Pireneji) na severozahodu pa na departma Corrèze (Limousin).